# Ralph Craig
Ralph Cook Craig (Detroit, 21 giugno 1889 – Lake George, 21 luglio 1972) è stato un velocista statunitense, campione olimpico dei 100 e 200 metri piani a Stoccolma 1912.

## Biografia
Nato a Detroit, nel Michigan, iniziò a correre quando era studente universitario. Nel 1910 e nel 1911 vinse le gare di atletica universitarie nazionali. Nel 1912 si qualificò nella squadra olimpica ed ottenne due medaglie d'oro nei 100 e 200 metri piani.
Subito dopo le Olimpiadi si ritirò dallo sport. Nel 1948, ai Giochi olimpici di Londra, rappresentò gli Stati Uniti come semplice alfiere, portandone la bandiera. Morì a Lake George, nello stato di New York nel 1972.

## Palmarès
| Anno | Manifestazione  | Sede      | Evento      | Risultato | Prestazione | Note            |
| ---- | --------------- | --------- | ----------- | --------- | ----------- | --------------- |
| 1912 | Giochi olimpici | Stoccolma | 100 m piani | Oro       | 10"8        |                 |
| 1912 | Giochi olimpici | Stoccolma | 200 m piani | Oro       | 21"7        | Record olimpico |